# Hôtel de la Caisse d'épargne de Cunlhat
L'hôtel de la Caisse d'épargne est un bâtiment de la première moitié du XXe siècle à Cunlhat, en France. Il a autrefois accueilli un établissement bancaire, pour lequel il a été construit. Au XXIe siècle, une association le rachète pour en faire un lieu d'habitat et d'animations.

## Situation et accès
L'immeuble est situé au no 21 de la place du Marché, au centre de la commune de Cunhlat, et plus largement à l'est du département du Puy-de-Dôme.

## Histoire

### Première pierre et construction
La Caisse d'épargne d'Ambert acquiert l'immeuble de l'ancienne gendarmerie sur la place du Forail — de nos jours, place du Marché — et, en juin 1934, procède à sa démolition afin de dégager l'emplacement pour le nouvel édifice de sa succursale de Cunlhat. La cérémonie solennelle de la pose de la première pierre a lieu le 27 juin, en présence du Conseil d'administration. Les travaux avant alors rapidement : fin juillet-début août, la maçonnerie en est au premier étage ; mi-septembre, les ouvriers posent la toiture.
L'édifice est élevé sur les plans d'Henri Béal, architecte de la ville d'Ambert.

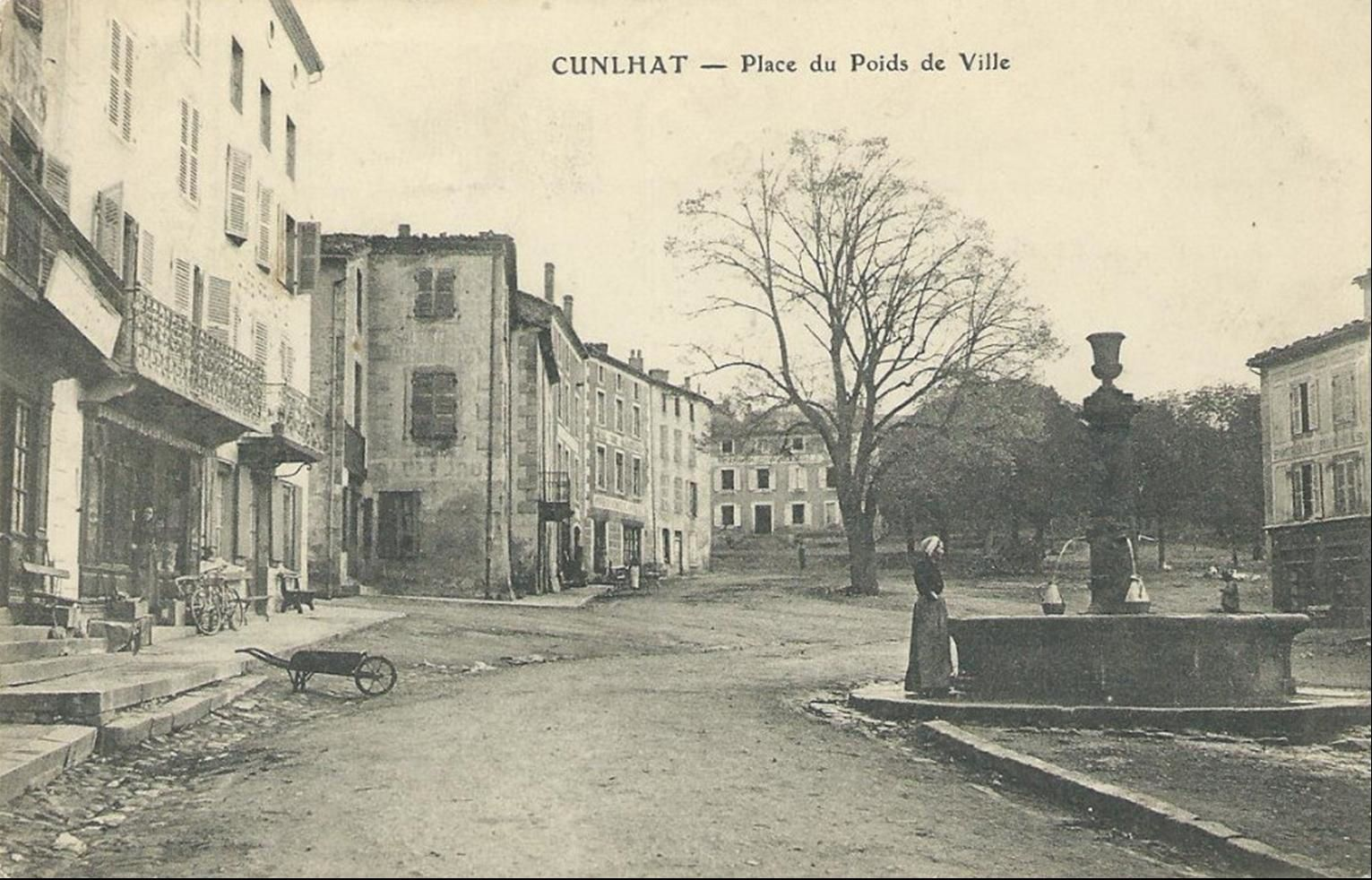
Carte postale ancienne représentant la place du Marché — à l'époque, place du Poids-de-Ville — avant 1934 avec l'immeuble à l'arrière-plan sur l'emplacement du futur hôtel de la Caisse d'épargne.

### Inauguration
Le conseil municipal se réunit le 4 septembre 1935 et vote notamment une subvention de 500 francs pour frais de participation à l'inauguration prochaine de cet hôtel. La cérémonie officielle d'inauguration, d'abord prévue pour le 10 novembre, a finalement lieu le 12 novembre 1935,.
À 11 h, Dumas, président du conseil d'administration de la Caisse d'épargne d'Ambert et qui préside la cérémonie, ses collaborateurs, le sénateur Eugène Chassaing, le député Raymond Lachal et le receveur des Finances de Thiers sont accueillis au son de La Marseillaise interprétée par la Musique de Cunlhat, pendant que le maire de Cunlhat Alphonse Pourrat, la Municipalité et des administrateurs de la Caisse d'épargne de Cunlhat vont à leur rencontre,. Les présentations d'usage sont poursuivies par la visite du nouvel hôtel, toujours avec l'accompagnement musical. Cette visite est aussi l'occasion de féliciter l'architecte et l'adjudicataire des travaux. À l'issue de celle-ci, dans la grande salle d'honneur, un apéritif avec vin d'honneur est offert par la municipalité,. Dumas prend alors la parole : il débute par les excuses du sous-préfet et de trois administrateurs d'Ambert, poursuit par énoncer l'historique de la Caisse d'épargne d'Ambert, ainsi que celui de sa succursale de Cunlhat et finit par remettre les « médailles d'argent de la prévoyance sociale » à deux administrateurs (Charbonnier père et Gidon).
On se rend par la suite à l'hôtel de la Paix (hôtel Colombier) pour un déjeuner de banquet arrosé des vins français de bons crus,. Le champagne servi, le maire de Cunlhat prononce un discours, suivis par ceux du sénateur Chassaing et du député Lachal et enfin celui du président Dumas. Ce dernier rappelle l'historique de la nouvelle construction, remercie tous ceux qui ont contribué à son édification et informe qu'une somme de 5 000 francs a été allouée au bureau de bienfaisance de Cunlhat, pour les nécessiteux du village. Par ailleurs, le maire a demandé la construction d'un établissement de bains-douches, ce à quoi Dumas répond que le conseil d'administration de la Caisse d'épargne d'Ambert a déjà donné un avis favorable et qu'il a chargé l'architecte Béal, présent au banquet, d'en dresser les plans. Les nombreux discours ont été vivement applaudis.

### Rachat par une association
Après la suppression de l'agence du groupe Caisse d'épargne, un groupe de onze jeunes du Livradois se groupe et rachète le bâtiment pour en faire un lieu d'habitat partagé, de regroupement et d'animations. Ainsi, l'association loi de 1901 dénommée L'Épaisse cargne (sorte de contrepèterie intervertissant les syllabes de « Caisse d'épargne ») est officiellement déclarée le 23 décembre 2014 avec pour objet de « faire cohabiter ses membres ainsi que d'héberger des activités ponctuelles et diverses dans les lieux dont elle dispose », dans les domaines de la « promotion de l’art et des artistes » et des « culture, pratiques d’activités artistiques, culturelles ».